# Sci di fondo agli XI Giochi olimpici invernali
Nello sci di fondo agli XI Giochi olimpici invernali furono disputate sette gare, quattro maschili e tre femminili. Le medaglie assegnate furono ritenute valide anche ai fini dei Campionati mondiali di sci nordico 1972.

## Programma
| Sci di fondo agli XI Giochi olimpici invernali | Sci di fondo agli XI Giochi olimpici invernali | Sci di fondo agli XI Giochi olimpici invernali | Sci di fondo agli XI Giochi olimpici invernali | Sci di fondo agli XI Giochi olimpici invernali | Sci di fondo agli XI Giochi olimpici invernali | Sci di fondo agli XI Giochi olimpici invernali | Sci di fondo agli XI Giochi olimpici invernali | Sci di fondo agli XI Giochi olimpici invernali | Sci di fondo agli XI Giochi olimpici invernali | Sci di fondo agli XI Giochi olimpici invernali | Sci di fondo agli XI Giochi olimpici invernali |
| Eventi / Giorni                                | Febbraio 1972                                  | Febbraio 1972                                  | Febbraio 1972                                  | Febbraio 1972                                  | Febbraio 1972                                  | Febbraio 1972                                  | Febbraio 1972                                  | Febbraio 1972                                  | Febbraio 1972                                  | Febbraio 1972                                  | Febbraio 1972                                  |
| Eventi / Giorni                                | 3                                              | 4                                              | 5                                              | 6                                              | 7                                              | 8                                              | 9                                              | 10                                             | 11                                             | 12                                             | 13                                             |
| ---------------------------------------------- | ---------------------------------------------- | ---------------------------------------------- | ---------------------------------------------- | ---------------------------------------------- | ---------------------------------------------- | ---------------------------------------------- | ---------------------------------------------- | ---------------------------------------------- | ---------------------------------------------- | ---------------------------------------------- | ---------------------------------------------- |
| Gare maschili                                  |                                                | 30 km                                          |                                                |                                                | 15 km                                          |                                                |                                                | 50 km                                          |                                                |                                                | 4 × 10 km                                      |
| Gare femminili                                 |                                                |                                                |                                                | 10 km                                          |                                                |                                                | 5 km                                           |                                                |                                                | 3 × 5 km                                       |                                                |

## Podi
| Evento               | Oro                                                                             | Perform.   | Argento                                                     | Perform.   | Bronzo                                                       | Perform.   |
| Gare maschili        |                                                                                 |            |                                                             |            |                                                              |            |
| 15 km (dettagli)     | Sven-Åke Lundbäck                                                               | 45'28"24   | Fëdor Simašev                                               | 46'00"84   | Ivar Formo                                                   | 46'02"68   |
| 30 km (dettagli)     | Vjačeslav Vedenin                                                               | 1:36'31"15 | Pål Tyldum                                                  | 1:37'25"30 | Johannes Harviken                                            | 1:37'32"44 |
| 50 km (dettagli)     | Pål Tyldum                                                                      | 2:43'14"75 | Magne Myrmo                                                 | 2:43'29"45 | Vjačeslav Vedenin                                            | 2:44'00"19 |
| Staffetta (dettagli) | Unione Sovietica Vladimir Voronkov Jurij Skobov Fëdor Simašev Vjačeslav Vedenin | 2:04'47"94 | Norvegia Oddvar Brå Pål Tyldum Ivar Formo Johannes Harviken | 2:04'57"06 | Svizzera Alfred Kälin Albert Giger Alois Kälin Eduard Hauser | 2:07'00"06 |
| Gare femminili       |                                                                                 |            |                                                             |            |                                                              |            |
| 5 km (dettagli)      | Galina Kulakova                                                                 | 17'00"50   | Marjatta Kajosmaa                                           | 17'05"50   | Helena Šikolová                                              | 17'07"32   |
| 10 km (dettagli)     | Galina Kulakova                                                                 | 34'17"82   | Alevtina Oljunina                                           | 34'54"11   | Marjatta Kajosmaa                                            | 34'56"45   |
| Staffetta (dettagli) | Unione Sovietica Ljubov' Muchačëva Alevtina Oljunina Galina Kulakova            | 48'16"15   | Finlandia Helena Takalo Hilkka Kuntola Marjatta Kajosmaa    | 49'19"37   | Norvegia Inger Aufles Aslaug Dahl Berit Mørdre Lammedal      | 49'51"49   |

## Medagliere
| Posizione | Paese            |   |   |   | Totale |
| --------- | ---------------- | - | - | - | ------ |
| 1         | Unione Sovietica | 5 | 2 | 1 | 8      |
| 2         | Norvegia         | 1 | 3 | 3 | 7      |
| 3         | Svezia           | 1 | 0 | 0 | 1      |
| 4         | Finlandia        | 0 | 2 | 1 | 3      |
| 5         | Cecoslovacchia   | 0 | 0 | 1 | 1      |
| 5         | Svizzera         | 0 | 0 | 1 | 1      |